# Лексингтон (Кентукки)
Ле́ксингтон (англ. Lexington) — второй по численности населения город штата Кентукки и 66-й по численности в США. Население — 322 570 человек по состоянию на 2020 год.

## История
Основан в 1775 году. В 1779 году появился университет.
2 ноября 2010 года жители города избрали своим мэром демократа Джима Грэя. Ранее работавший вице-мэром, он не скрывает своей гомосексуальности и является первым открытым геем-мэром в истории города.
В 2024 году город был награждён премией «All-America City Award» (с англ. — «Всеамериканский город») присуждаемой Национальной гражданской лигой, которую неофициально называют «Нобелевской премией за конструктивное гражданство» и которая выдается за активную гражданскую позицию жителей некорпоративных сообществ Соединённых Штатов в жизни местного самоуправления.

## География
Расположен в центральной части штата.

## Экономика
Город известен своим племенным коневодством и табачной промышленностью.

## Известные уроженцы
- В 1818 году в Лексингтоне родилась Мэри Тодд Линкольн, с 1842 года — жена президента Линкольна.
- Элизабет Хардвик (1916—2007).
- Джордж Клуни (1961).
- Джим Варни (1949—2000).
- Литтрелл, Брайан (1975) — американский музыкант.

## Города-побратимы
- Довиль, Франция (1957)
- Килдэр (графство), Ирландия (1984)
- Ньюмаркет, Соединенное Королевство (2003)
- Синхидака, Япония (2006)

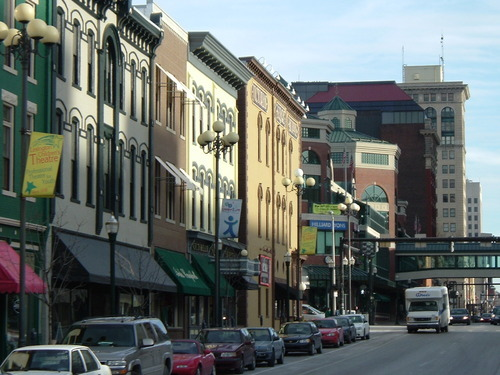
Викторианская площадь
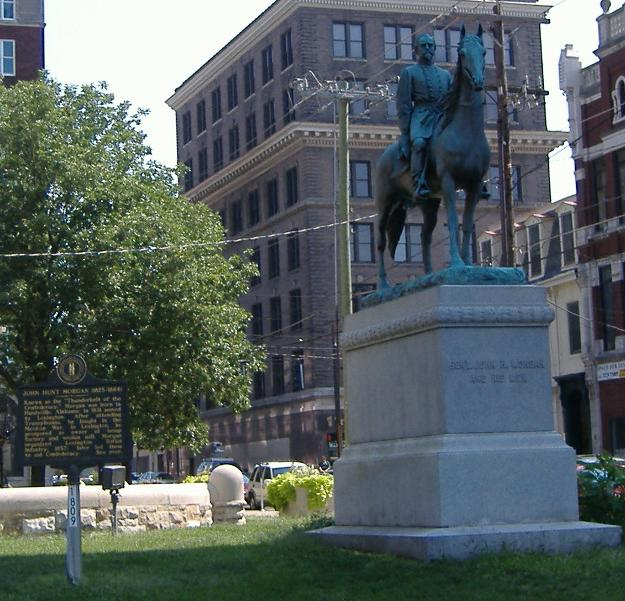
Памятник Джону Моргану
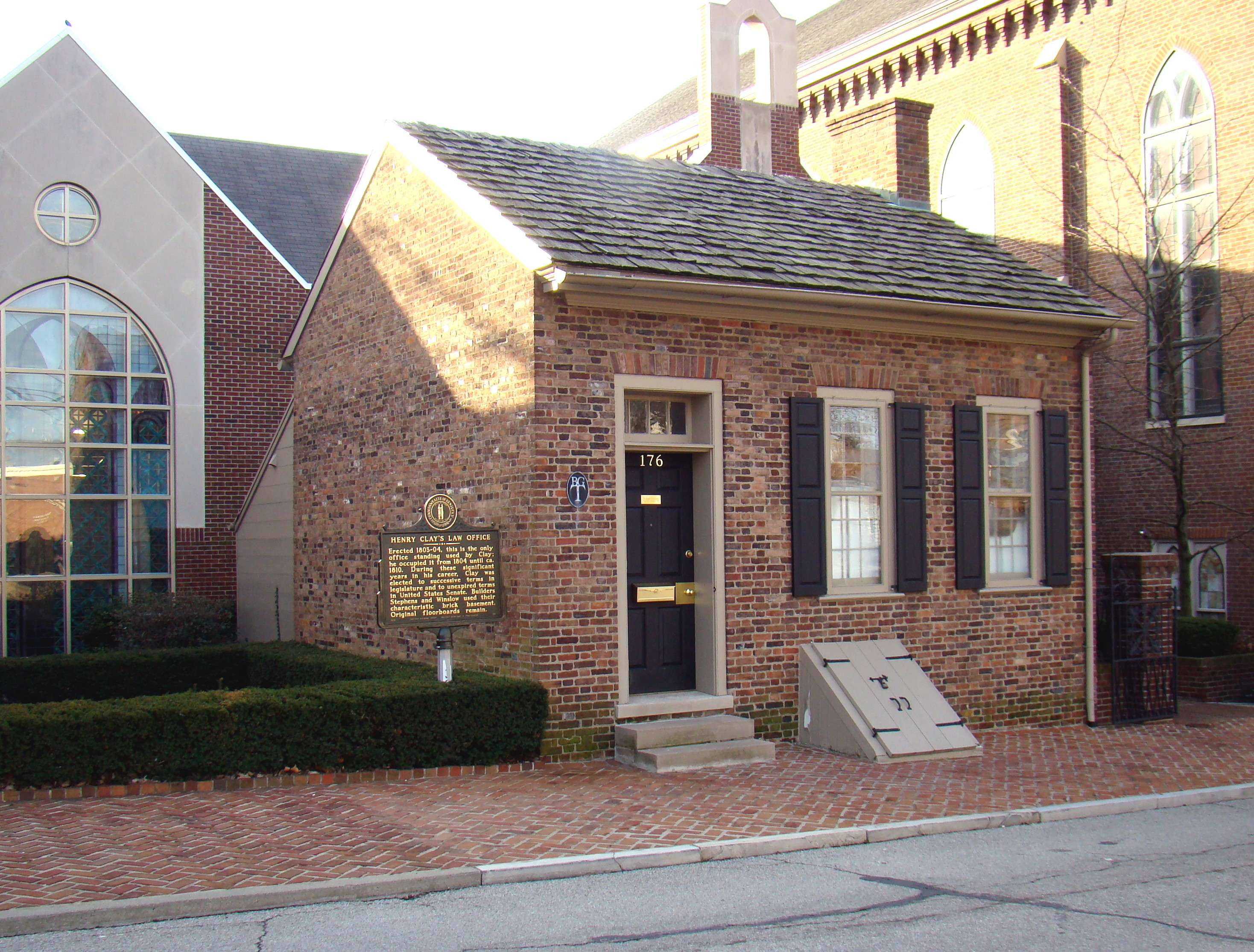
Дом в старом городе
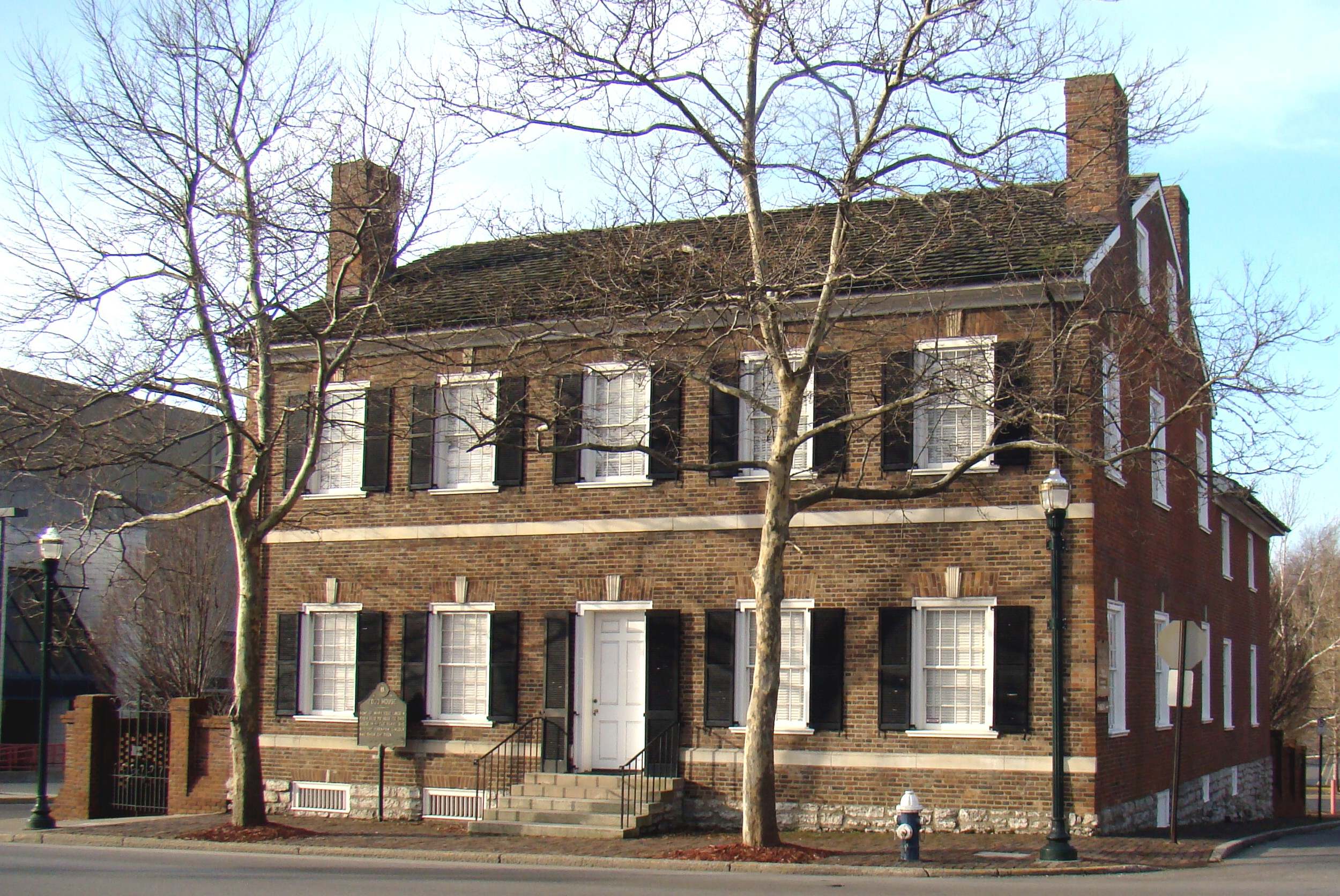
Дом Мэри Линкольн